# Grande Prêmio da Malásia de 2008
Resultados do Grande Prêmio da Malásia de Fórmula 1 realizado em Sepang em 23 de março de 2008. Segunda etapa do campeonato, foi vencido pelo finlandês Kimi Räikkönen, da Ferrari, com Robert Kubica em segundo pela BMW Sauber e Heikki Kovalainen em terceiro pela McLaren-Mercedes.

## Resumo
- Décima pole position de Felipe Massa.
- Décima sexta vitória de Kimi Räikkönen.
- Primeira volta mais rápida de Nick Heidfeld e da BMW Sauber.

## Classificação da prova

### Treinos classificatórios
| Pos.    | Nº | Piloto               | Equipe              | Q1       | Q2       | Q3       | Grid | Notas      |
| ------- | -- | -------------------- | ------------------- | -------- | -------- | -------- | ---- | ---------- |
| 1       | 2  | Felipe Massa         | Ferrari             | 1:35.347 | 1:34.412 | 1:35.748 | 1    |            |
| 2       | 1  | Kimi Räikkönen       | Ferrari             | 1:35.645 | 1:34.188 | 1:36.230 | 2    |            |
| 3       | 23 | Heikki Kovalainen    | McLaren-Mercedes    | 1:35.227 | 1:34.759 | 1:36.613 | 8    | [ nota 2 ] |
| 4       | 22 | Lewis Hamilton       | McLaren-Mercedes    | 1:35.392 | 1:34.627 | 1:36.709 | 9    | [ nota 2 ] |
| 5       | 11 | Jarno Trulli         | Toyota              | 1:35.205 | 1:34.960 | 1:36.711 | 3    |            |
| 6       | 4  | Robert Kubica        | BMW Sauber          | 1:35.794 | 1:34.811 | 1:36.727 | 4    |            |
| 7       | 3  | Nick Heidfeld        | BMW Sauber          | 1:35.729 | 1:34.648 | 1:36.753 | 5    |            |
| 8       | 10 | Mark Webber          | Red Bull-Renault    | 1:35.440 | 1:34.967 | 1:37.009 | 6    |            |
| 9       | 5  | Fernando Alonso      | Renault             | 1:35.983 | 1:35.140 | 1:38.450 | 7    |            |
| 10      | 12 | Timo Glock           | Toyota              | 1:35.891 | 1:35.000 | 1:39.656 | 10   |            |
| 11      | 16 | Jenson Button        | Honda               | 1:35.847 | 1:35.208 |          | 11   |            |
| 12      | 9  | David Coulthard      | Red Bull-Renault    | 1:36.058 | 1:35.408 |          | 12   |            |
| 13      | 6  | Nelson Piquet Jr.    | Renault             | 1:36.074 | 1:35.562 |          | 13   |            |
| 14      | 17 | Rubens Barrichello   | Honda               | 1:36.198 | 1:35.622 |          | 14   |            |
| 15      | 15 | Sebastian Vettel     | Toro Rosso-Ferrari  | 1:36.111 | 1:35.648 |          | 15   |            |
| 16      | 7  | Nico Rosberg         | Williams-Toyota     | 1:35.843 | 1:35.670 |          | 16   |            |
| 17      | 21 | Giancarlo Fisichella | Force India-Ferrari | 1:36.240 |          |          | 17   |            |
| 18      | 8  | Kazuki Nakajima      | Williams-Toyota     | 1:36.388 |          |          | 22   | [ nota 3 ] |
| 19      | 14 | Sébastien Bourdais   | Toro Rosso-Ferrari  | 1:36.677 |          |          | 18   |            |
| 20      | 18 | Takuma Sato          | Super Aguri-Honda   | 1:37.087 |          |          | 19   |            |
| 21      | 20 | Adrian Sutil         | Force India-Ferrari | 1:37.101 |          |          | 20   |            |
| 22      | 19 | Anthony Davidson     | Super Aguri-Honda   | 1:37.481 |          |          | 21   |            |
| Fontesː |    |                      |                     |          |          |          |      |            |

### Corrida

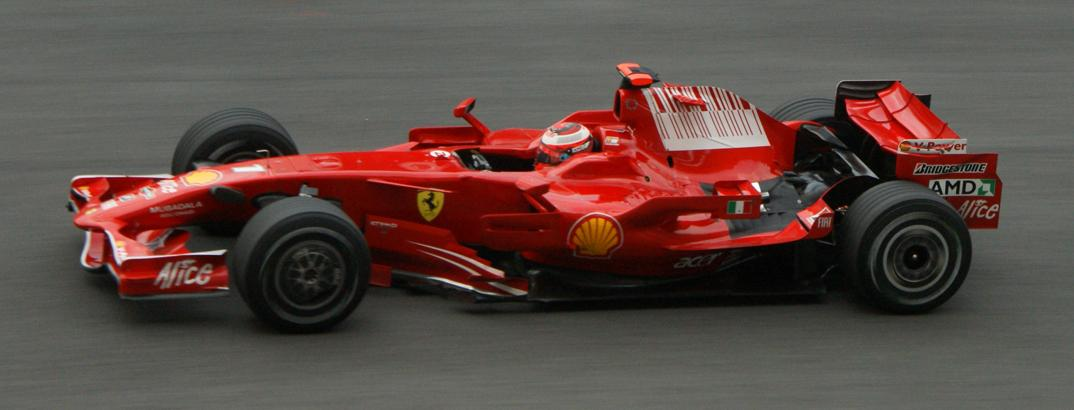
Kimi Räikkönen venceu pela primeira vez no ano pela Ferrari.

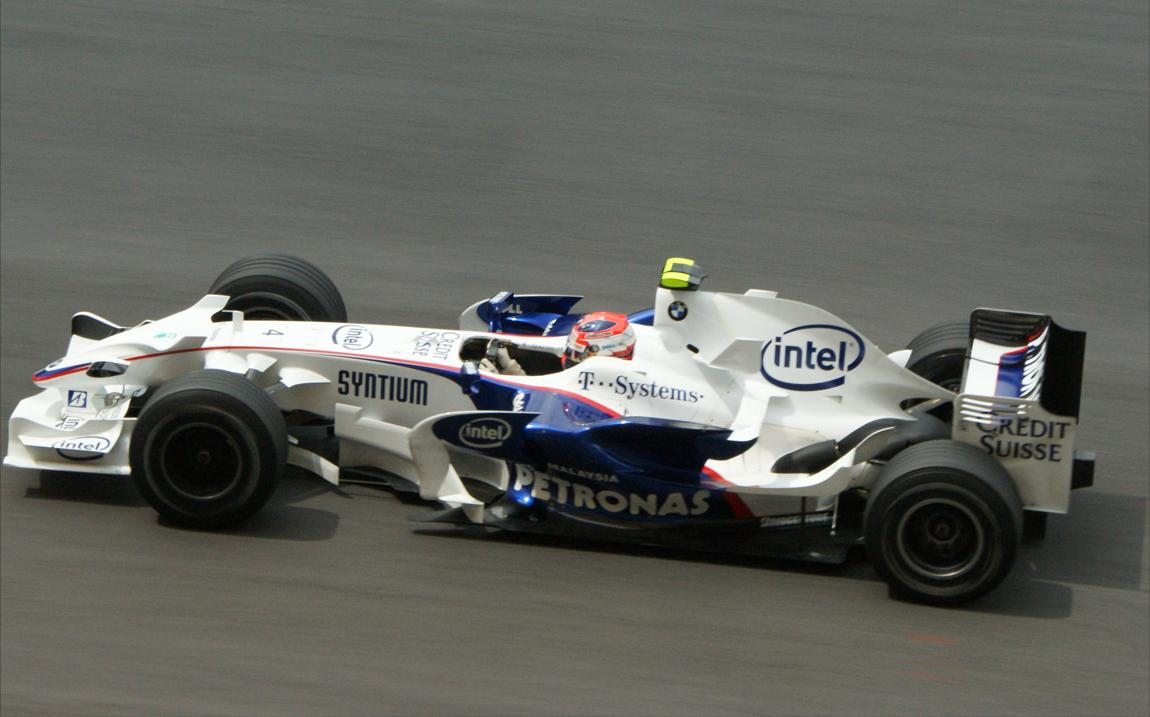
Robert Kubica terminou em segundo pela BMW Sauber.

| Pos.   | Nº | Piloto               | Construtor          | Voltas | Tempo/Diferença | Grid | Pontos |
| ------ | -- | -------------------- | ------------------- | ------ | --------------- | ---- | ------ |
| 1      | 1  | Kimi Räikkönen       | Ferrari             | 56     | 1:31:18.555     | 2    | 10     |
| 2      | 4  | Robert Kubica        | BMW Sauber          | 56     | + 19.570        | 4    | 8      |
| 3      | 23 | Heikki Kovalainen    | McLaren-Mercedes    | 56     | + 38.450        | 8    | 6      |
| 4      | 11 | Jarno Trulli         | Toyota              | 56     | + 45.832        | 3    | 5      |
| 5      | 22 | Lewis Hamilton       | McLaren-Mercedes    | 56     | + 46.548        | 9    | 4      |
| 6      | 3  | Nick Heidfeld        | BMW Sauber          | 56     | + 49.833        | 5    | 3      |
| 7      | 10 | Mark Webber          | Red Bull-Renault    | 56     | + 1:08.130      | 6    | 2      |
| 8      | 5  | Fernando Alonso      | Renault             | 56     | + 1:10.041      | 7    | 1      |
| 9      | 9  | David Coulthard      | Red Bull-Renault    | 56     | + 1:16.220      | 12   |        |
| 10     | 16 | Jenson Button        | Honda               | 56     | + 1:26.214      | 11   |        |
| 11     | 6  | Nelson Piquet Jr.    | Renault             | 56     | + 1:32.202      | 13   |        |
| 12     | 21 | Giancarlo Fisichella | Force India-Ferrari | 55     | + 1 volta       | 17   |        |
| 13     | 17 | Rubens Barrichello   | Honda               | 55     | + 1 volta       | 14   |        |
| 14     | 7  | Nico Rosberg         | Williams-Toyota     | 55     | + 1 volta       | 16   |        |
| 15     | 19 | Anthony Davidson     | Super Aguri-Honda   | 55     | + 1 volta       | 21   |        |
| 16     | 18 | Takuma Sato          | Super Aguri-Honda   | 54     | + 2 voltas      | 19   |        |
| 17     | 8  | Kazuki Nakajima      | Williams-Toyota     | 54     | + 2 voltas      | 22   |        |
| Ret    | 15 | Sebastian Vettel     | Toro Rosso-Ferrari  | 39     | Pane hidráulica | 15   |        |
| Ret    | 2  | Felipe Massa         | Ferrari             | 30     | Rodou           | 1    |        |
| Ret    | 20 | Adrian Sutil         | Force India-Ferrari | 5      | Pane hidráulica | 20   |        |
| Ret    | 12 | Timo Glock           | Toyota              | 1      | Colisão         | 10   |        |
| Ret    | 14 | Sébastien Bourdais   | Toro Rosso-Ferrari  | 0      | Rodou           | 18   |        |
| Fonte: |    |                      |                     |        |                 |      |        |

## Tabela do campeonato após a corrida
| Pos.   | Piloto            | Pontos |
| ------ | ----------------- | ------ |
| 1      | Lewis Hamilton    | 14     |
| 2      | Kimi Räikkönen    | 11     |
| 3      | Nick Heidfeld     | 11     |
| 4      | Heikki Kovalainen | 10     |
| 5      | Robert Kubica     | 8      |
| Fonte: |                   |        |

| Pos.   | Construtor       | Pontos |
| ------ | ---------------- | ------ |
| 1      | McLaren–Mercedes | 24     |
| 2      | BMW Sauber       | 19     |
| 3      | Ferrari          | 11     |
| 4      | Williams-Toyota  | 9      |
| 5      | Renault          | 6      |
| Fonte: |                  |        |

- Nota: Somente as primeiras cinco posições estão listadas.